# Kwa Sani (Gemeinde)

Gemeindegebiet bis 2016

Wappen der Gemeinde

Kwa Sani (englisch Kwa Sani Local Municipality) war eine Gemeinde im Distrikt Harry Gwala, Provinz KwaZulu-Natal in Südafrika. Im Jahr 2011 betrug die Bevölkerung 12.898 auf einer Gesamtfläche von 1.180 km². Sitz der Gemeindeverwaltung war Himeville. Mduduzi Banda war der letzte Bürgermeister. Der Gemeindename nimmt Bezug auf den Sani Pass, der eine Handelsroute der San zwischen Lesotho and Südafrika war. 
Die Städte in der Gemeinde waren Underberg und Himeville.
Die Gemeinde wurde 2016 mit der Ingwe Local Municipality zur Gemeinde Dr Nkosazana Dlamini Zuma vereinigt.

## Parks und Naturschutzgebiete
- Himeville Nature Reserve